# Бендерн
Бендерн (нім. Bendern) — село в муніципалітеті Гампрін, Верхній Ліхтенштейн. За даними перепису від 30 червня 2015 року населення муніципалітету Ґампрін становить 1664 особи. Загальна площа становить 6,14 км².
У церкві, розташованій у цьому селі, 16 березня 1699 року складав присягу перший князь Ліхтенштейну. Тут розташована і Міжнародна академія філософії.

## Галерея

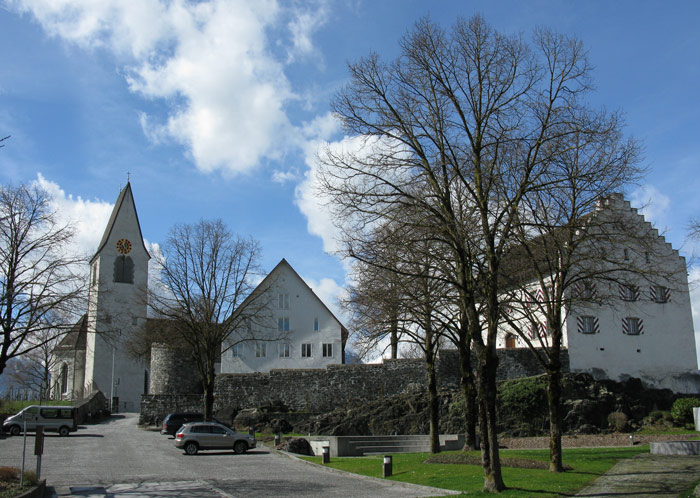
Церковна площа: церква, будинок священика (1600), офіс губернатора (1539)